# أدرين أوربان
أدرين أوربان (بالمجرية: Orbán Adrienn) مواليد 1 أكتوبر 1986 في المجر، هي لاعبة كرة يد مجرية تلعب كجناح أيمن. مثلت منتخب المجر لكرة اليد للسيدات.

## سجل المنافسة
شاركت في البطولات التالية:
- بطولة العالم لكرة اليد للسيدات 2009